# Arenstorff
von Arenstorff er en tysk uradelsslægt fra Uckermark i Brandenburg.
Familien kendes fra 29. september 1306 med Ludolf von Arndesdorp. Stamtræet begynder med ham. Den blev naturaliseret som dansk adel ved patent af 24. april 1670 for Friedrich von Arenstorff, dansk statholder i hertugdømmerne.

## Våbenskjold
Her i landet har familien ført følgende våben: Tre guld-liljer mellem to nedadvendte guld-palissader fra øverste og en opstående guld-palissade fra nederste skjoldrand i blåt, på hjelmen en guld-palissade, hvoraf opstår en halv, kronet, sort bjørn.

## Historie
I midten af 16. århundrede kom slægten til Mecklenburg, derfra i det følgende århundrede til Danmark, hvor brødrene, general Carl von Arenstorff (1625-1676) og gehejmeråd, general Friedrich von Arenstorff (1626-1689) kom til at spille en betydelig rolle. Den sidstnævnte, som 1661 købte Overgård, blev 24. april 1670 naturaliseret som dansk adel. General Friedrich von Arenstorffs sønnesøns sønnesøn, kammerherre Frederik von Arenstorff (1777-1844) erigerede 1835 et fideikommisgods af Overgård og Charlottedal, hvilket efter hans død, da han havde fået tilladelse til at udvælge fideikommisgodsets besidder blandt sine sønner, gik over til den yngste af disse, cand.jur. Johannes Frederik von Arenstorff (1816-1873), der blev fader til hofjægermester Frederik von Arenstorff (f. 1849), som 1910 fik bevilling til at substituere fideikommisgodset med det Arentorff'ske Fideikommis). Slægten har blandt amdet ejet Svanholm, Harritslevgård, Overgård, Visbygård, Trudsholm og Dronningborg.